# 岳敏君

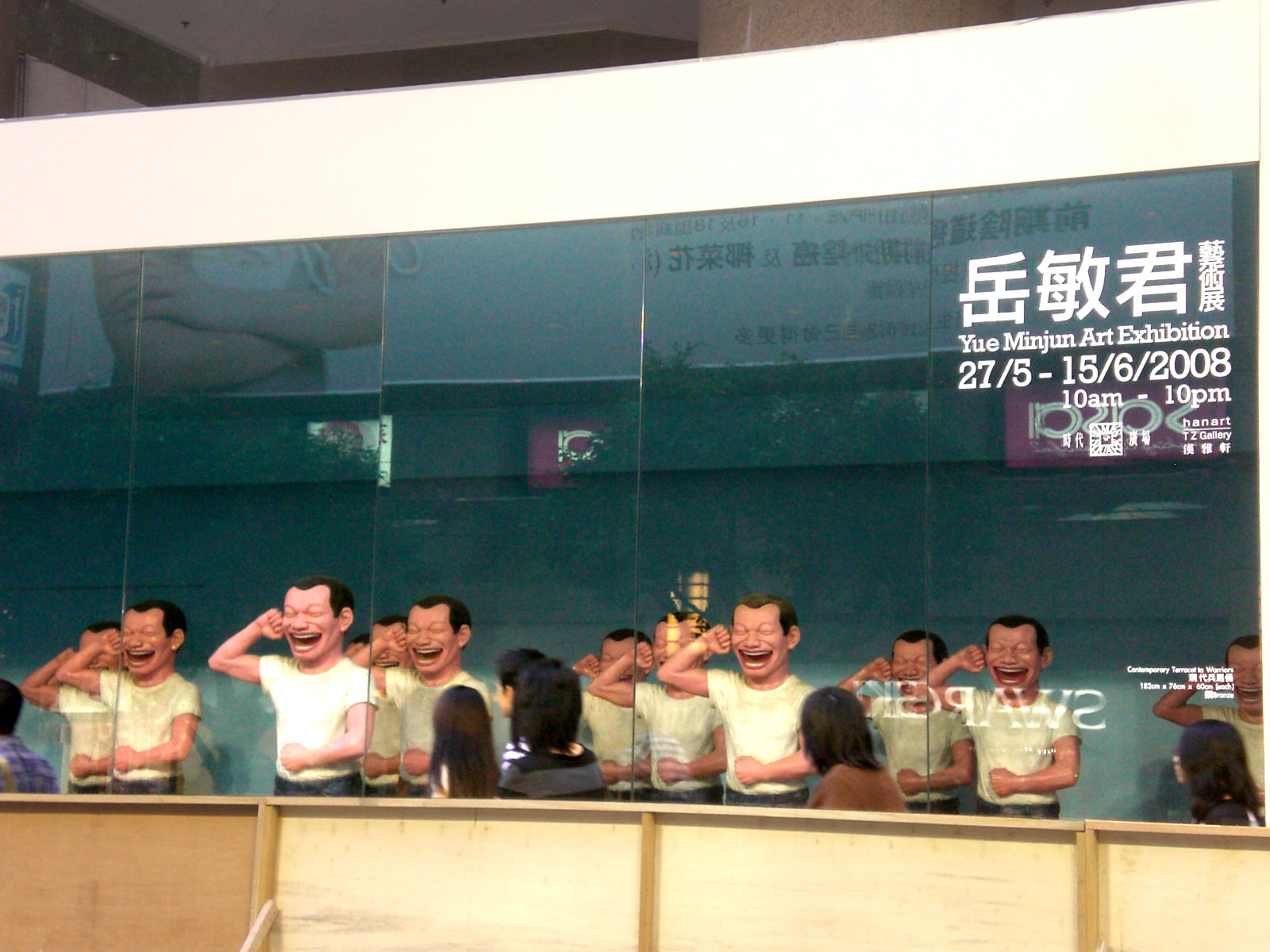
2008年在香港時代廣場的岳敏君藝術作品展

岳敏君（1962年—），中國黑龙江省大庆市人，中國大陸當代藝術著名畫家，以自畫像的大口男人在大笑作為品牌造形。此形象常見於其作品，引發觀眾反思。  2007年10月12日，他的作品《处决》在伦敦苏富比以293万英镑（合4400万人民币）的价格被拍卖，创下了中国当代艺术拍卖的最高纪录。

## 作品收藏歷史
岳敏君修業於河北师范大学美术系，曾参加多個國際級双年展，地位不凡。其作品收藏於如下博物館等：

### 中國
- 成都上河美术馆
- 沈阳东宇美术馆
- 广东美术馆
- 深圳美术馆

### 美國
- 旧金山当代艺术博物馆
- 芝加哥建筑博物馆
- 丹佛美术馆

### 其他國家
- 法朗索瓦、密特朗文化中心 法国
- 斯沃其公司 瑞士
- 釜山美术馆 韩国
- Arario美术馆 韩国
- 新加坡联合大学美术馆 新加坡
- 香港M+博物館 香港

## 其他

### 林海峰抄襲事件
香港藝人林海峰的棟篤笑宣傳海報被傳媒指抄襲岳敏君的成名風格，其中最明顯是「誇張化式擘大口笑」的模樣。林海峰指開口大笑的樣子非常普通，他沒有意圖抄襲、參考或模仿任何作品。被記者問及此事，岳敏君認為參考他的作品沒有問題，只要說明來源便可以，以示尊重。

## 外部連結
- 岳敏君的官方網頁
- 岳敏君@ARTLINKART|中国当代艺术数据库